# Magdalena Parys
Magdalena Parys, née le 29 juin 1971 à Gdańsk, est une écrivaine, journaliste et traductrice polonaise, qui écrit parfois sous le nom de Magda Parys Liskowski.

## Biographie
Installée à Berlin-Ouest avec sa mère en 1984, elle étudie la pédagogie et la littérature polonaise à l'université Humboldt de Berlin.
Fondatrice et rédactrice en chef de la revue littéraire Squaws, elle collabore à différents magazines polonais : Gazeta Wyborcza, Pogranicza, Kurier Szczeciński, Twoja Gazeta, Polen.
Elle écrit de la prose et de la poésie. Après le succès de son premier roman, Tunel (2011), elle publie Magik (2014), qui reçoit le prix de littérature de l'Union européenne en 2015.

## Œuvre traduite en français
- Tunel, 2011 traduit en français sous le titre 188 mètres sous Berlin par Margot Carlier et Caroline Raszka, Villenave-d'Ornon, Agullo Éditions, 2017, 416 p.  (ISBN 979-10-95718-26-0)
- Książę, 2020 traduit en français sous le titre Le Prince par Caroline Raszka-Dewez, Agullo Éditions coll. « Agullo noir », 2023  (ISBN 9782382460962)